# Panagiotis Nikolaidis
Panagiotis Nikolaidis, född den 17 maj 1976, är en svensk/grekisk baskettränare från Stockholm. 
Nikolaidis har varit spelare för det berömda Ockelbo Basket i Basketligan och var den enda spelaren som stannade kvar när de tvingades till omstart i division 2. Nikolaidis har varit huvudtränare för basketligalaget Eco Örebro och är för närvarande huvudtränare för Köping Stars som inför säsongen 2018/2019 tog steget upp i basketligan. Han är även assisterande tränare i Sveriges framtidslandslag (B-landslag) för herrar.